# Only Love Can Break Your Heart
"Only Love Can Break Your Heart" é uma canção escrita pelo cantor e compositor canadense Neil Young.

## Histórico
Terceira faixa do álbum de estúdio After The Goldrush, de 1970, "Only Love Can Break Your Heart" teria sido escrita para Graham Nash depois de se ter separado de Joni Mitchell, embora em entrevistas posteriores Young tenha sido um pouco hesitante em comentar, admitir ou recordar sobre o que lhe inspirou a escrevê-la. Lançada como single em outubro de 1970, tornou-se uma das canções acústicas mais apreciadas do cânone de Young e o primeiro trabalho solo do artista a chegar ao Top 40 no mercado estadunidense, atingindo a posição de número 33 na parada da Billboard. Aparentemente e acidentalmente, o single foi lançado tendo como lado-B "Birds", mas em uma versão do grupo Crazy Horse (em vez da versão solo para piano do álbum). A canção é elogiada como um trabalho "aparentemente simples que exibe considerável atenção aos detalhes no desdobramento dos instrumentos."

## Versões
"Only Love Can Break Your Heart" foi regravada por diversos artistas, incluindo uma versão pop-dançante do grupo britânico Saint Etienne, que teve considerável êxito nas paradas musicais dos Estados Unidos e Reino Unido.
Dentre outras versões, estao as de Jackie DeShannon (em seu LP Jackie, de 1972) e The Corrs (para seu álbum ao vivo VH1 Presents: The Corrs, Live in Dublin, de 2002).
Em 2015, a música foi regravada pela cantora australiana Natalie Imbruglia, e incluída em seu quinto álbum de estúdio Male.